# Kloster Santa Maria di Falleri
Das Kloster Santa Maria di Falleri (Faleri) ist eine ehemalige Zisterzienserabtei im Latium, Italien. Es liegt als einziger erhaltener Gebäudekomplex in Falerii Novi im Gemeindegebiet von Fabrica di Roma in der Provinz Viterbo.

## Geschichte

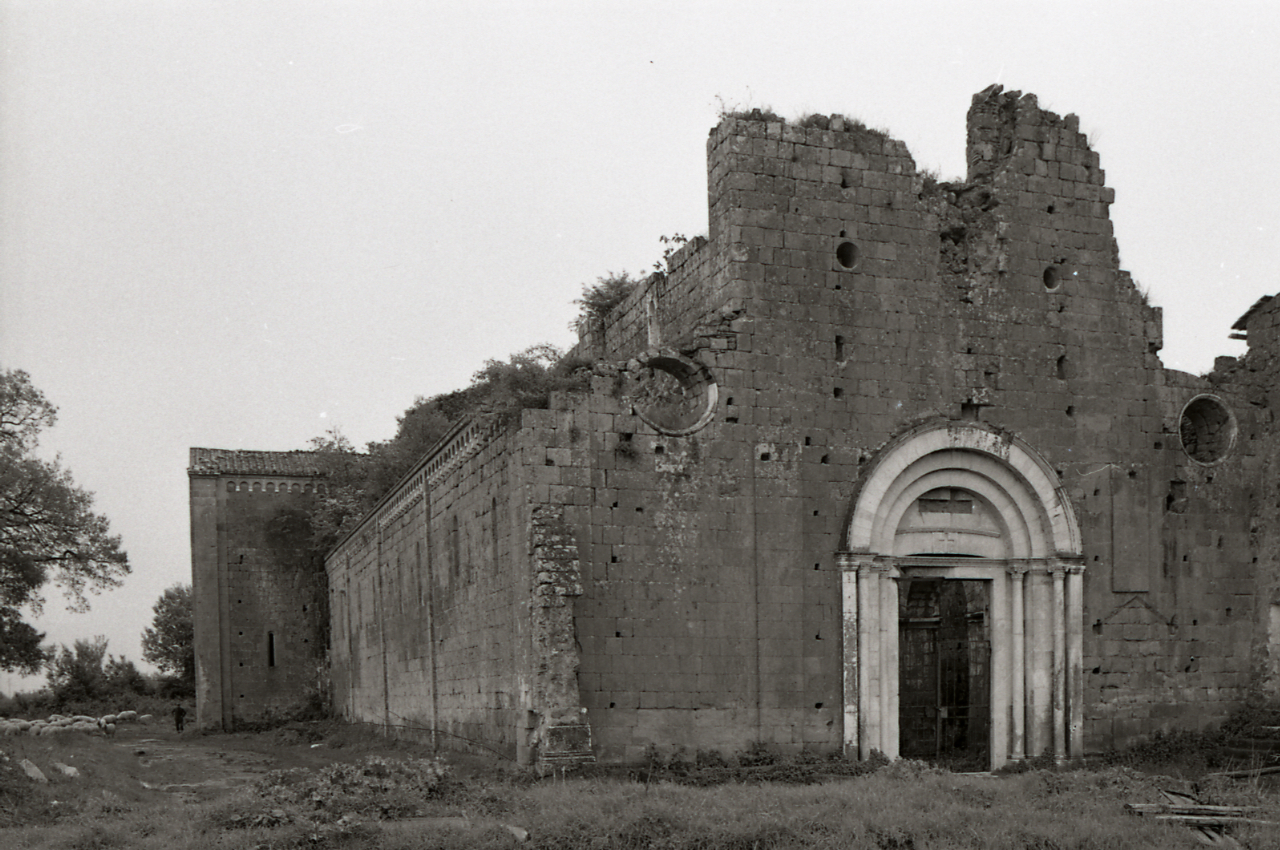
Ruinen der Kirche Santa Maria di Falleri, wie sie 1972 vor der Restaurierung präsentiert wurde, auf einem Foto von Paolo Monti.

Ob an Ort und Stelle bereits seit dem 11. Jahrhundert ein Benediktinerkloster bestand, das sich an der ehemaligen Kathedrale des verlassenen Falerii Novi gebildet hatte, ist umstritten. Wohl um 1143 nahm der Gründungskonvent aus Kloster Saint-Sulpice im französischen Département Ain das Kloster in Besitz, das damit der Filiation der Primarabtei Pontigny angehörte. Jedoch stammt der erste gesicherte Nachweis erst aus dem Jahr 1179, als Papst Alexander III. Besitz und Rechte der Zisterzienser bestätigte. 1183 und 1186 wurden zwei Altäre in Querschiffskapellen der Kirche geweiht. Die Kirche soll im letzten Jahrzehnt des 12. Jahrhunderts vollendet worden sein. 1217 versuchte sich das Kloster von St-Sulpice zu lösen. 1260 wurde Kloster Catacumbas in Rom zum Tochterkloster von Kloster Falleri. 1355 oder 1359 übertrug Papst Innozenz IV. die Abtei dem Kloster San Lorenzo fuori le mura zur Reform. 1392 ging der Grundbesitz auf das Hospital Santo Spirito in Sassia über, während Kirche und Abtei um das Jahr 1400 in Kommende fielen. Am Ende des 15. Jahrhunderts war Cesare Borgia Kommendatarabt. 1571 lag das Kloster in Ruinen. Seit 1649 gehörte die Abtei der päpstlichen Kammer, die sie 1786 der Gemeinde Fabrica di Roma übertrug.

## Anlage und Bauten
Die Anlage, deren Gewölbe bereits eingestürzt waren, ist restauriert worden. Die Klausur liegt südlich der kreuzförmigen, dreischiffigen romanischen Kirche mit großen kreuzförmigen Pfeilern und Säulen im Langhaus, dessen zunächst wohl vorgesehenes Tonnengewölbe nicht ausgeführt wurde, deren Querhaus vier Kapellen mit halbkreisförmigen, von einem Gesims mit Rundbogenfries bekrönten Apsidiolen aus kleinen Tuffsteinquadern aufweist (vgl. Kloster Flaran in der Region Okzitanien). Der Chor ist durch eine polygonale Apsis mit Lisenen an den Kanten geschlossen (vgl. Kloster San Martino al Cimino), die schmaler als das Mittelschiff ist. Das Hauptportal ist eine Kosmatenarbeit. Die Westfassade weist eine Rosette auf.